# Matej Senić
Matej Senić (Slavonski Brod, 21 febbraio 1995) è un calciatore croato, difensore del Široki Brijeg.

## Caratteristiche tecniche
È un difensore centrale.

## Carriera
Ha iniziato la propria carriera professionistica in Bosnia ed Erzegovina dove dal 2015 al 2017 ha collezionato 50 presenze in prima divisione con le maglie di Sloga Ljubuški e GOŠK Gabela. Approdato al Varaždin nel 2017, ha debuttato in 1. HNL il 20 luglio 2019 disputando l'incontro perso 2-1 contro il Rijeka.